# Guide phylogénétique illustré de la faune et de la flore sous-marine

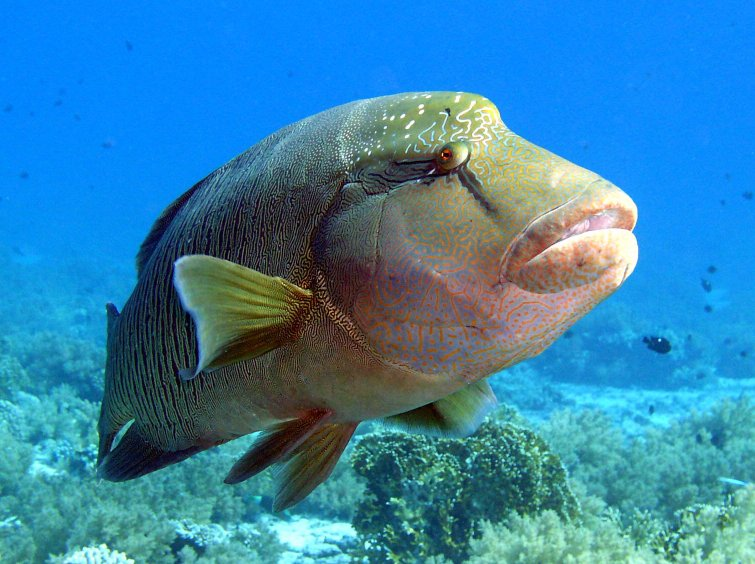
Napoléon (Cheilinus undulatus, Labridae)

Ce guide phylogénétique illustré de la faune et de la flore sous-marine permet, pour l'ensemble des groupes faunistiques et floristiques sous-marins, d'accéder directement aux images entreposées sur le site de Wikimedia Commons (base de données photographique et, comme Wikipédia, co-projet de Wikimedia). L'accès peut se faire soit de manière simplifiée vers les principaux grands groupes, soit de façon plus ciblée via un arbre phylogénétique. Cet arbre est tiré de l'ouvrage de Lecointre : Classification phylogénétique du vivant. Pour un arbre phylogénétique plus détaillé, voir l'arbre phylogénétique de wikipédia.

## Guides phylogénétiques illustrés

### Accès simplifié et direct aux grands groupes

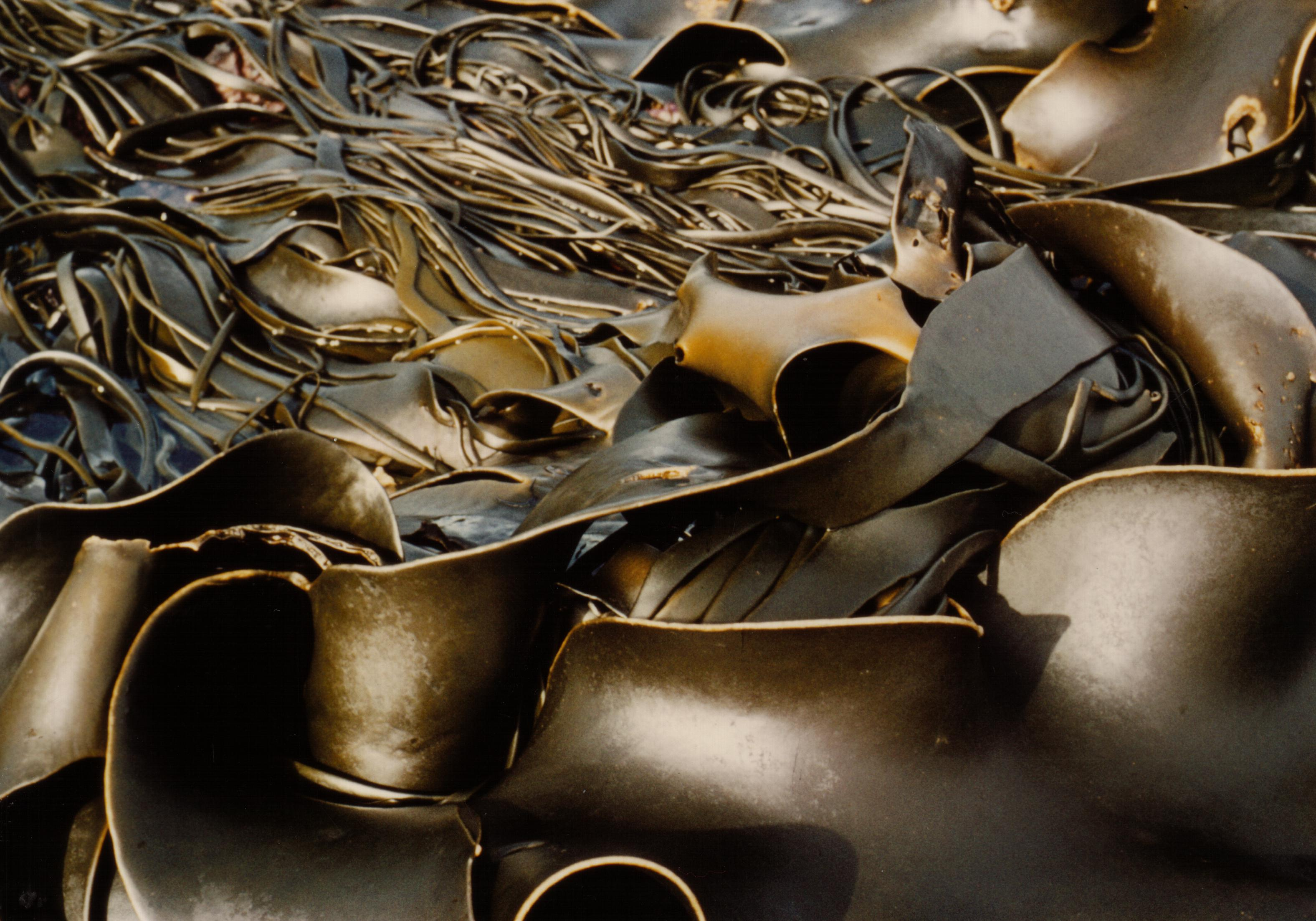
Algues brunes
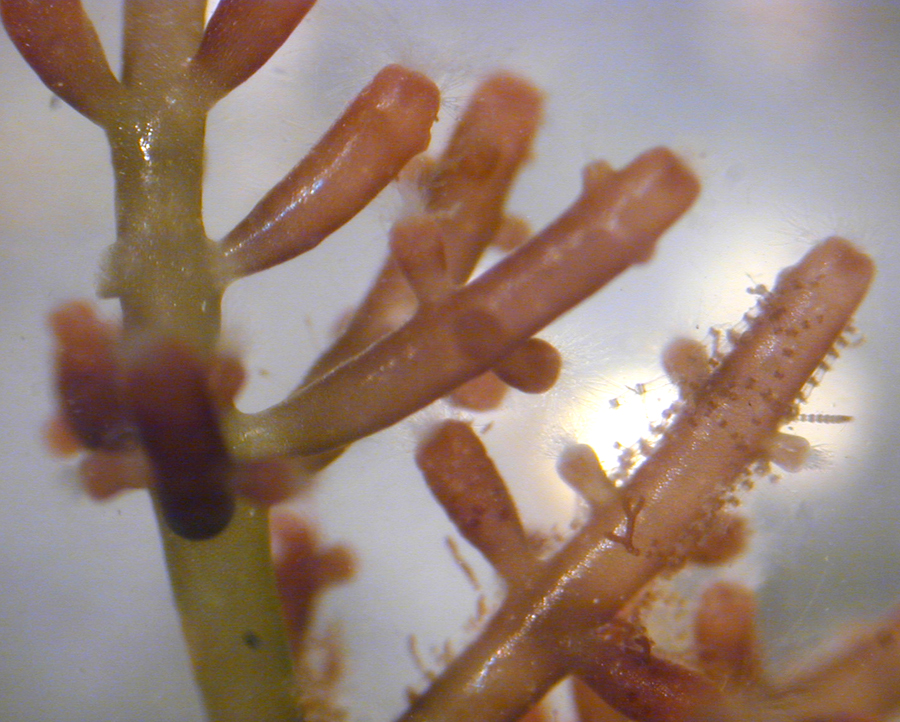
Algues rouges
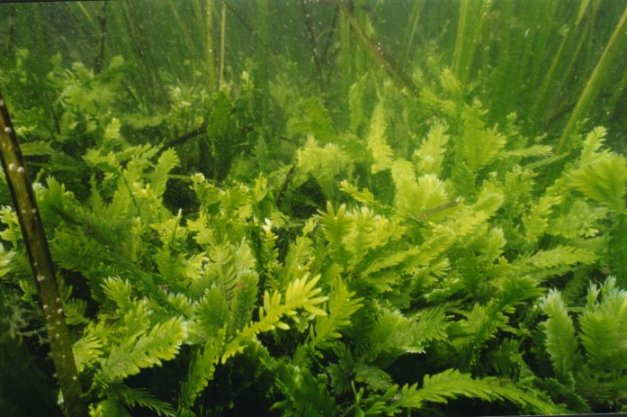
Algues vertes
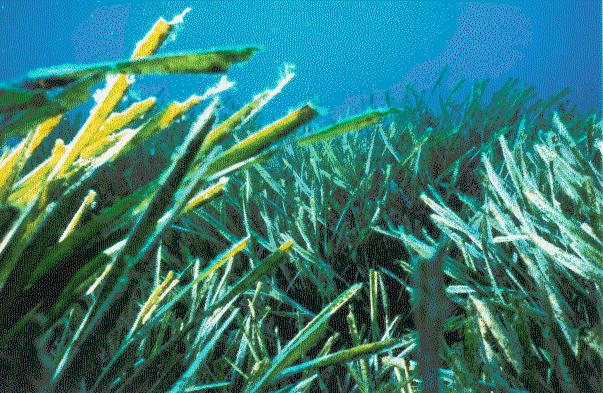
Alismatales
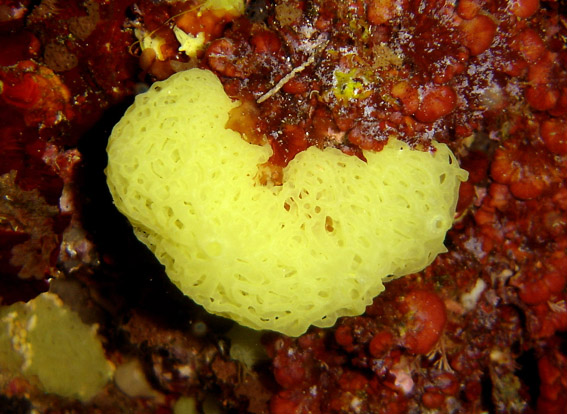
Éponges
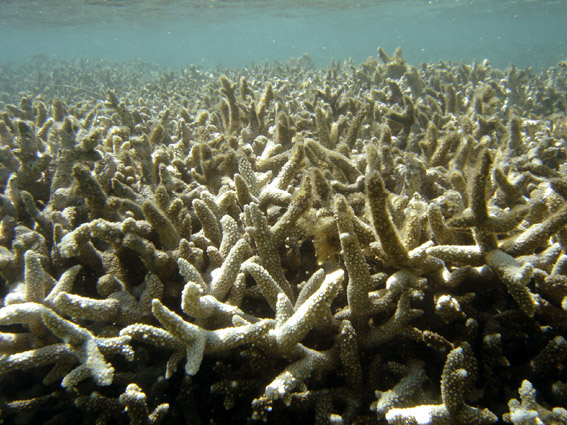
Méduses, coraux, anémones de mer
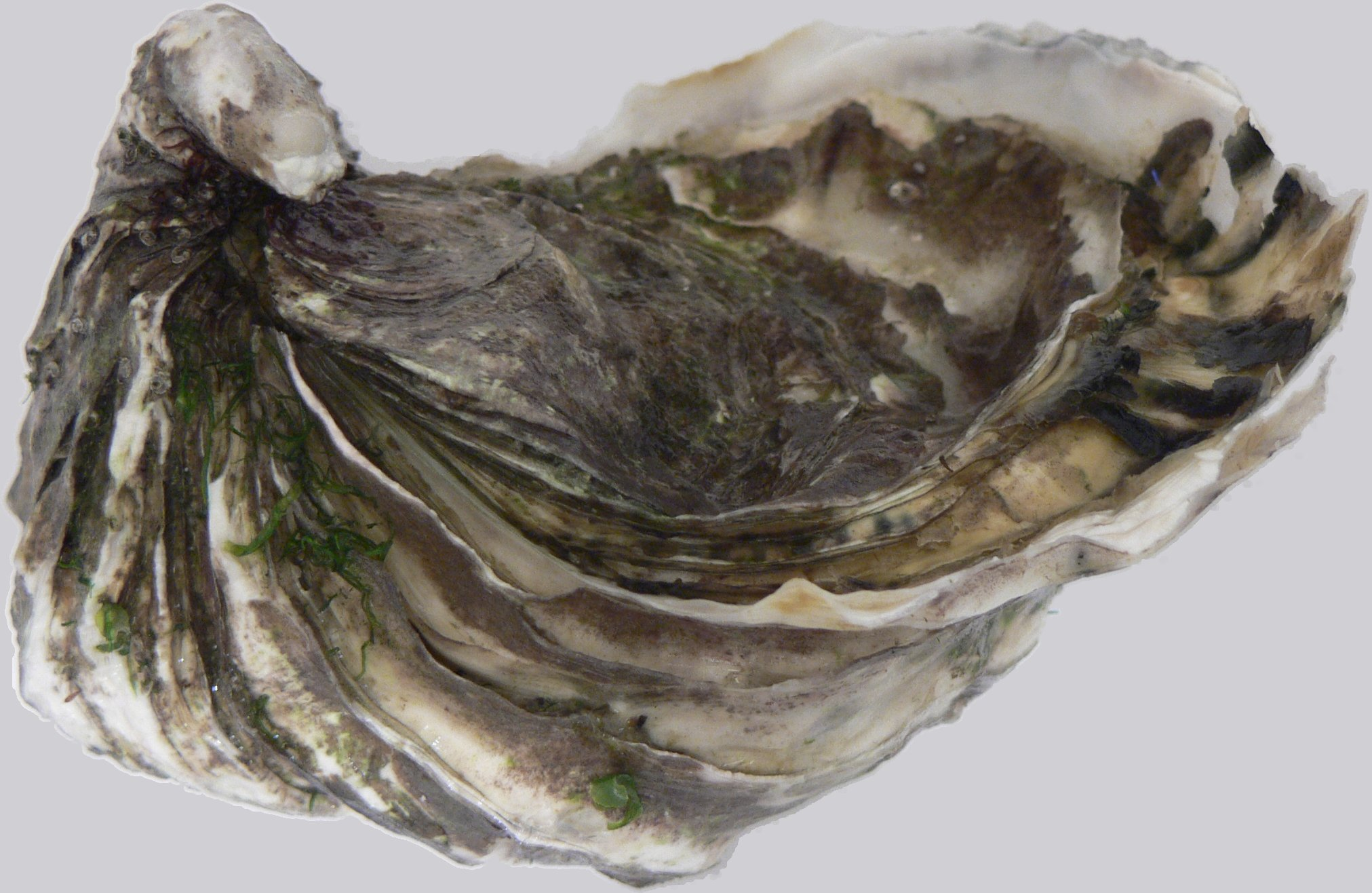
Bivalves
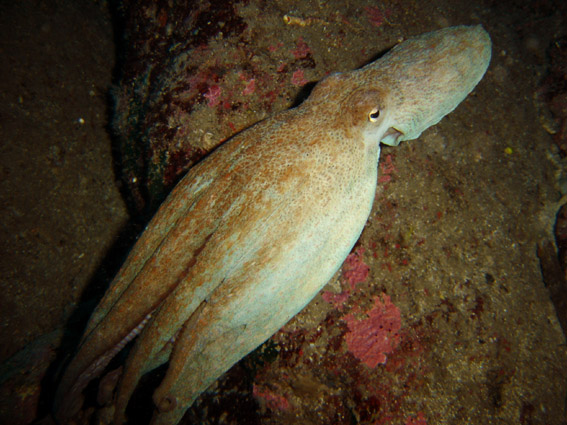
Poulpes, calamars, seiches
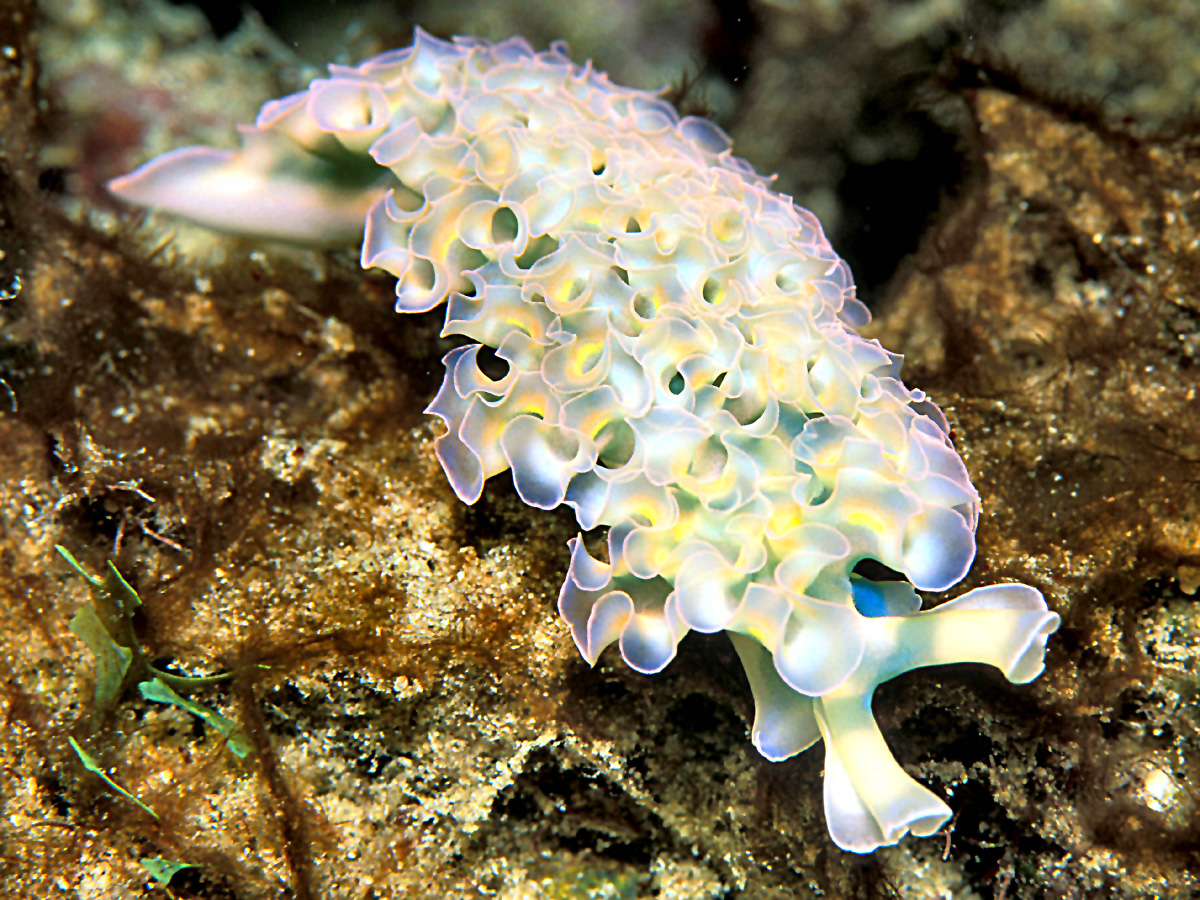
Nudibranches
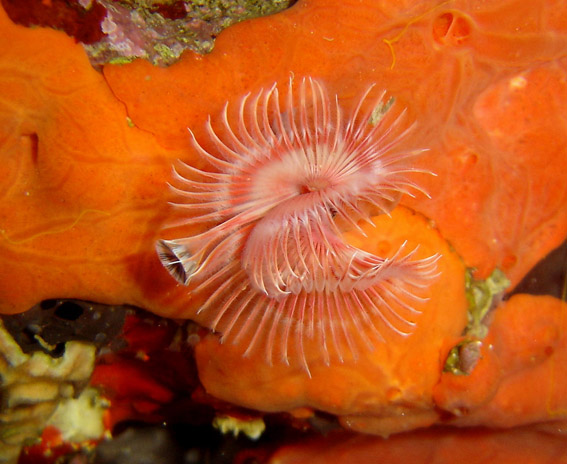
Vers marins, spirographes
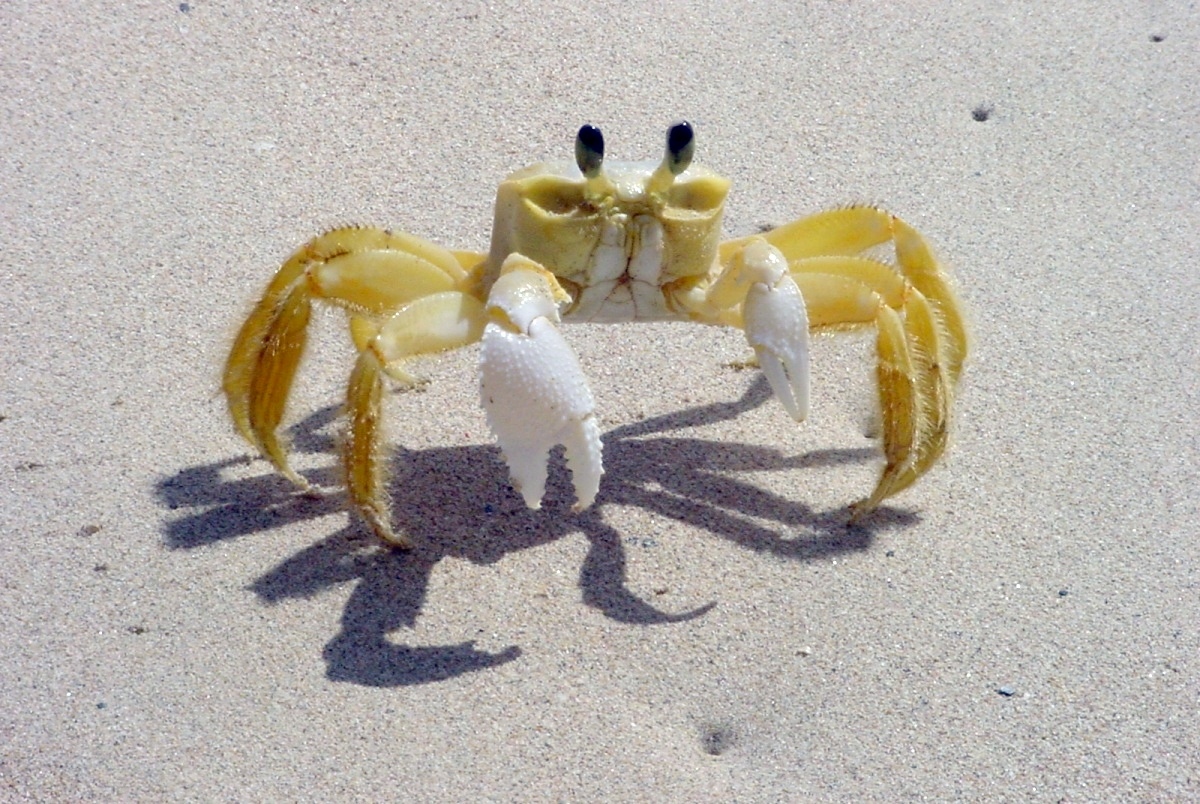
Crabes, crevettes
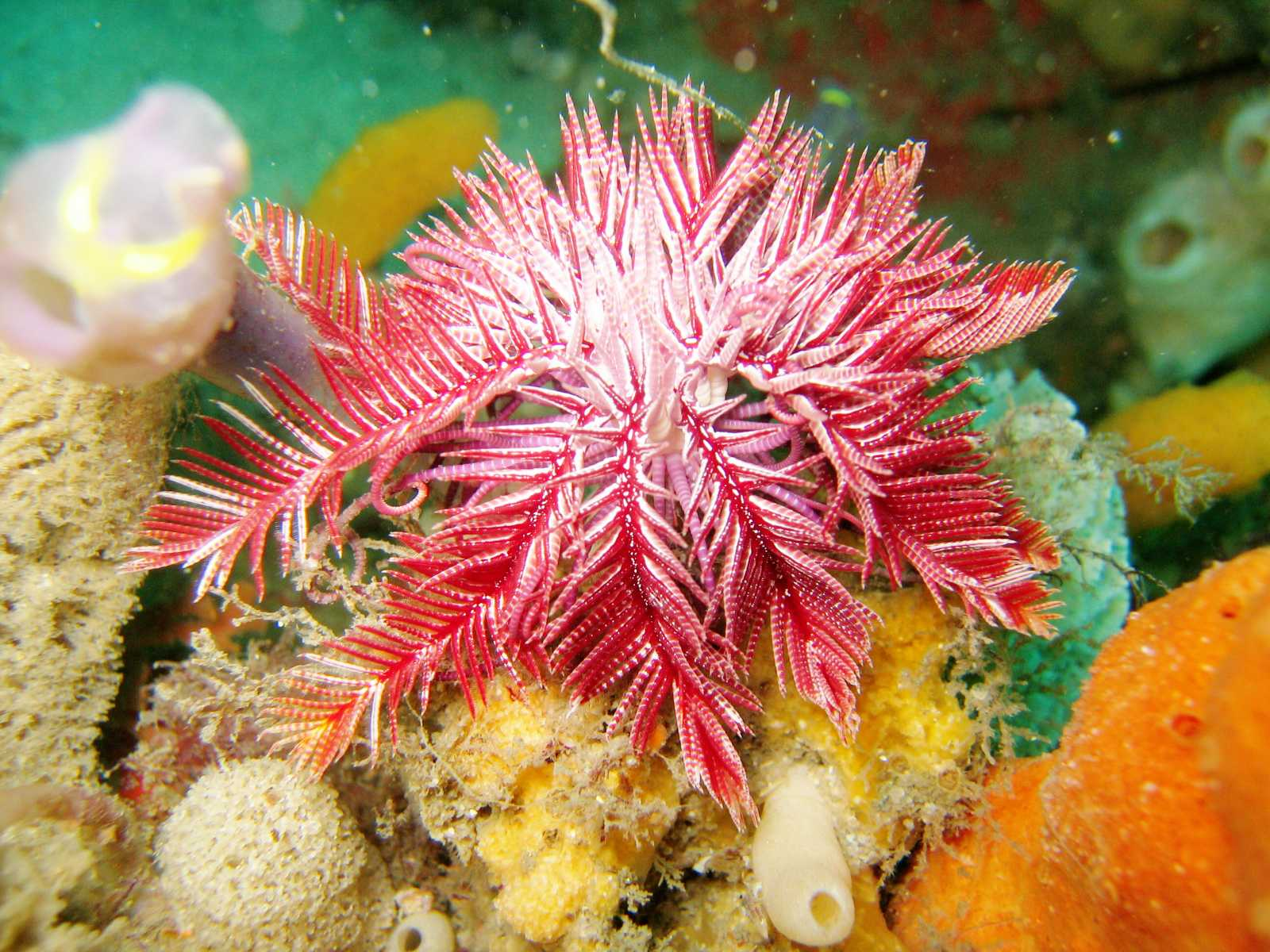
Crinoïdes
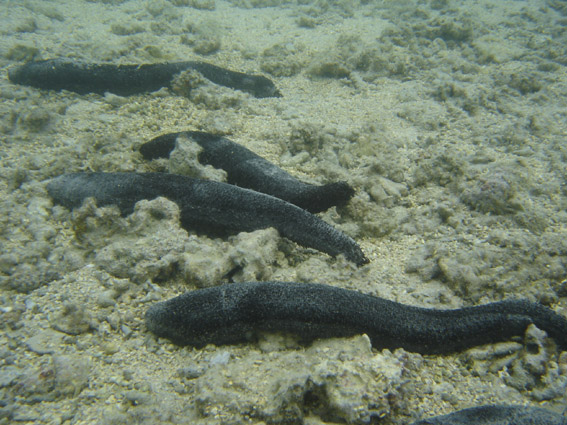
Holothuries
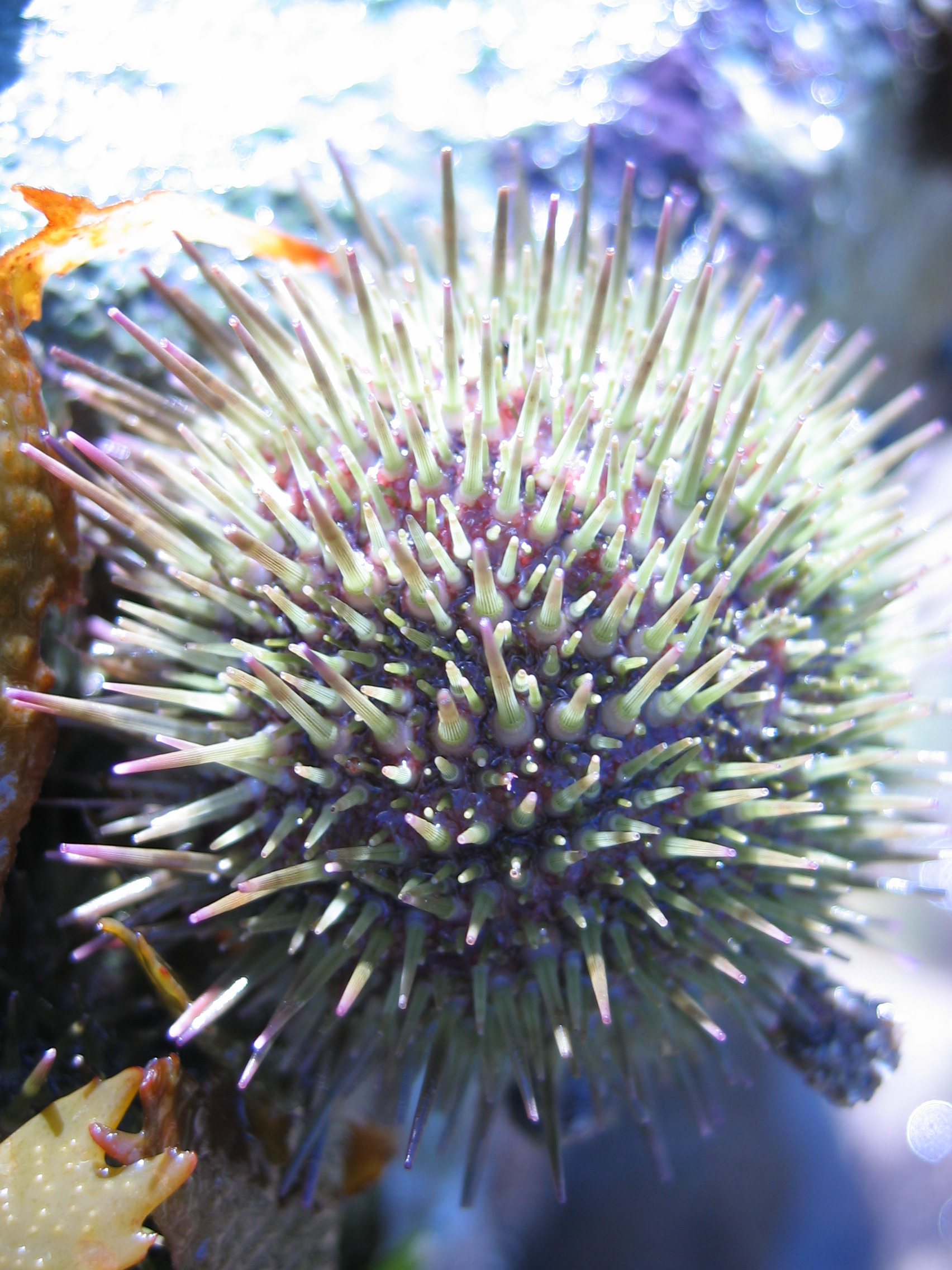
Oursins
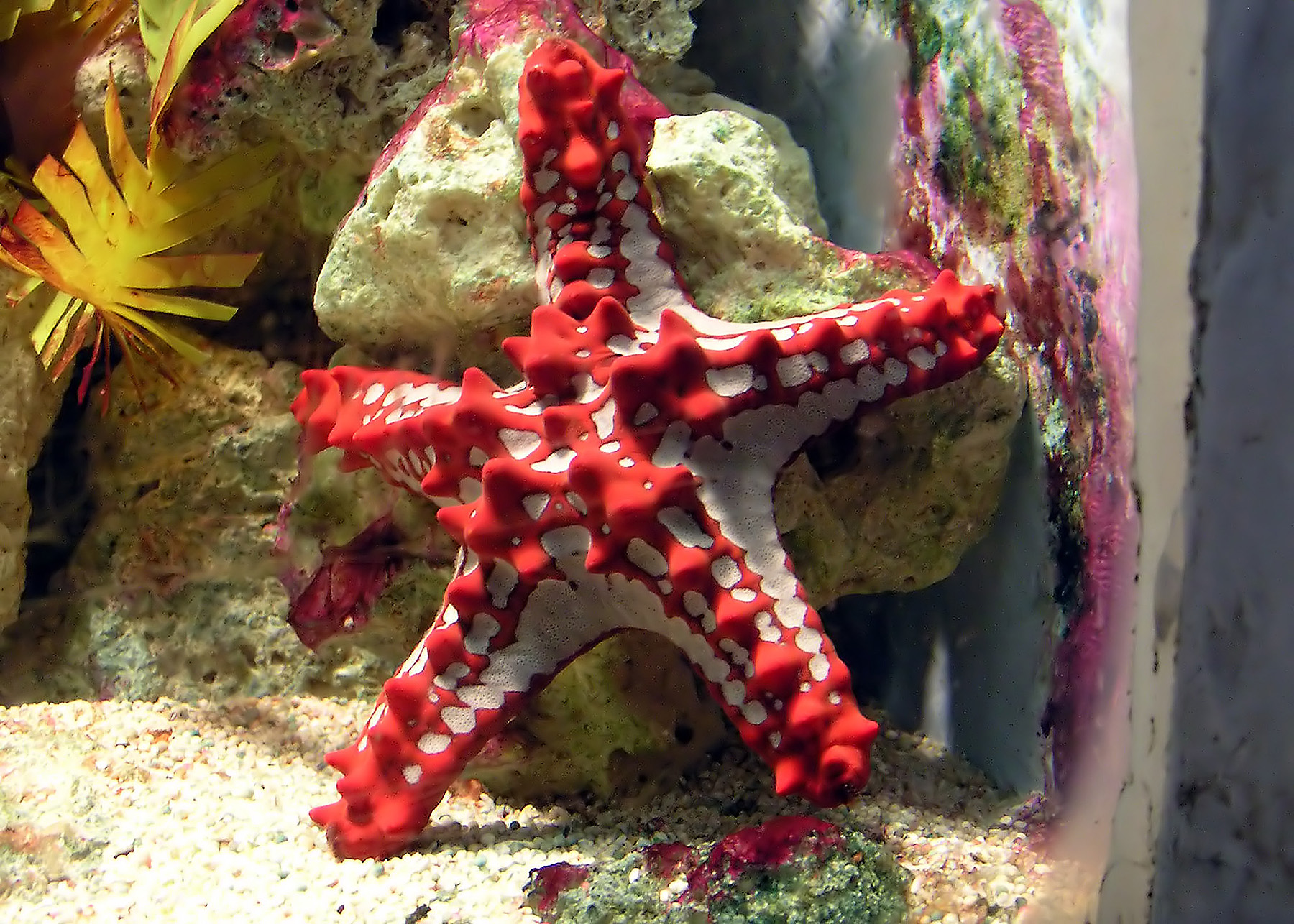
Étoiles de mer
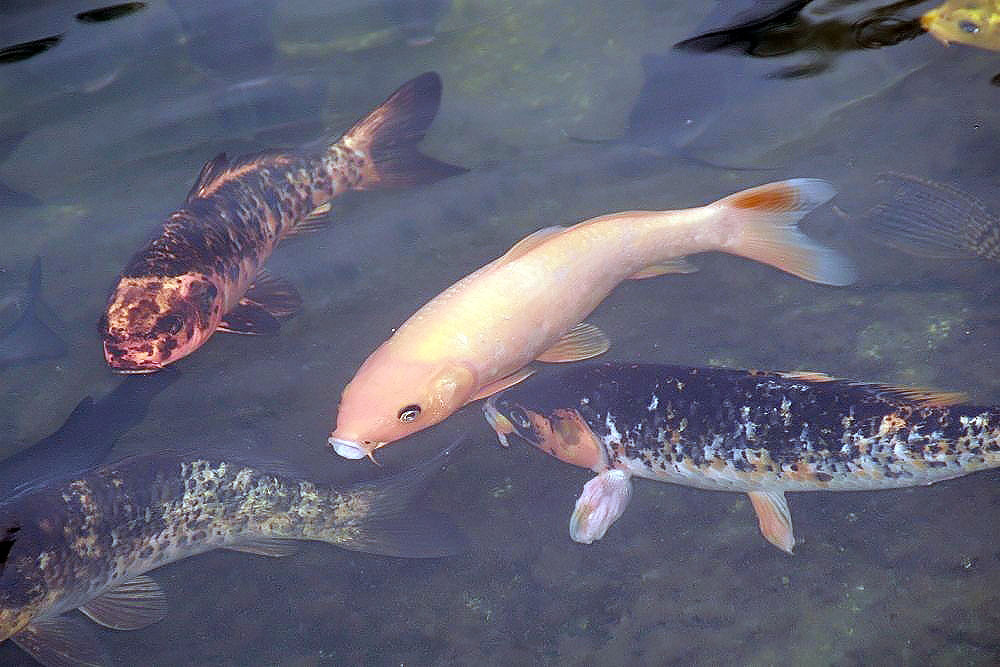
Poissons osseux
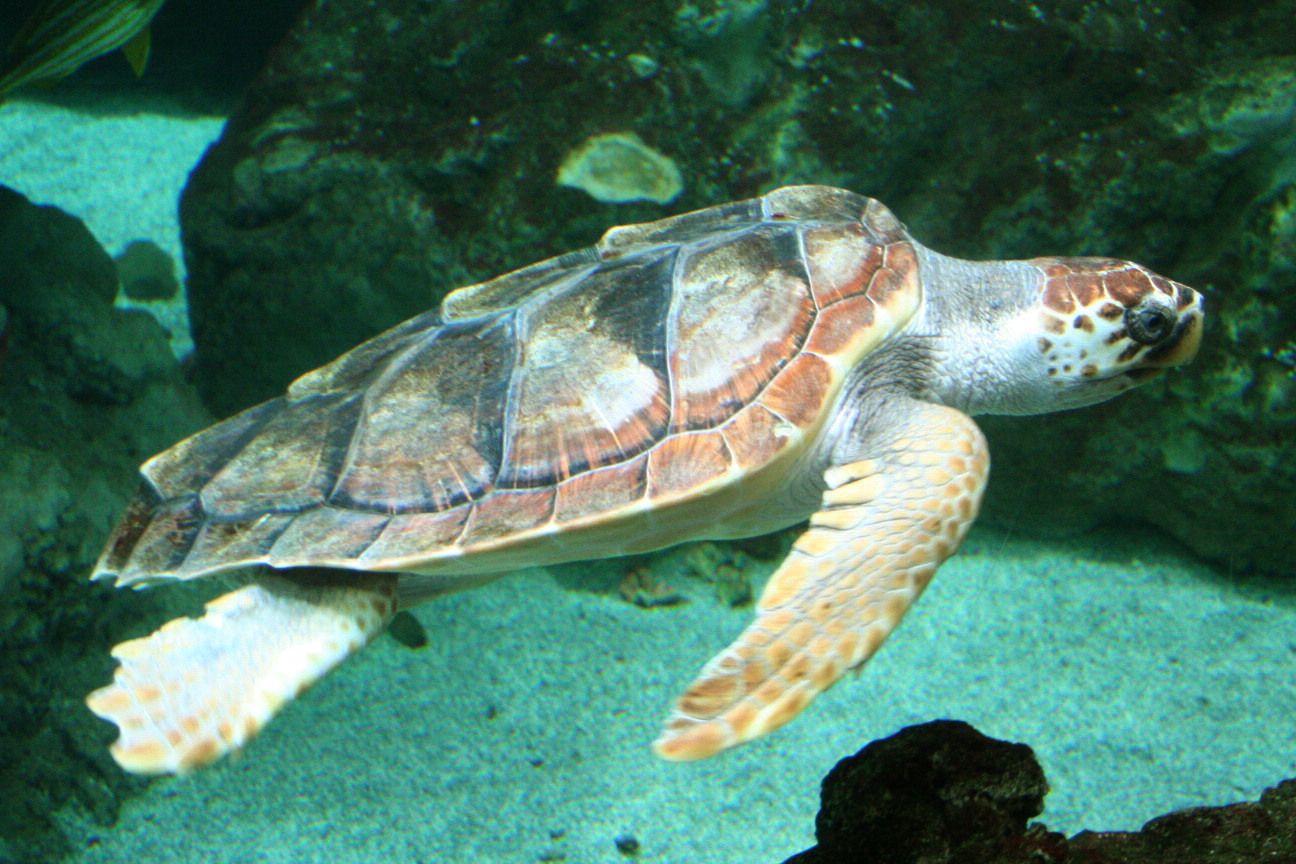
Tortues
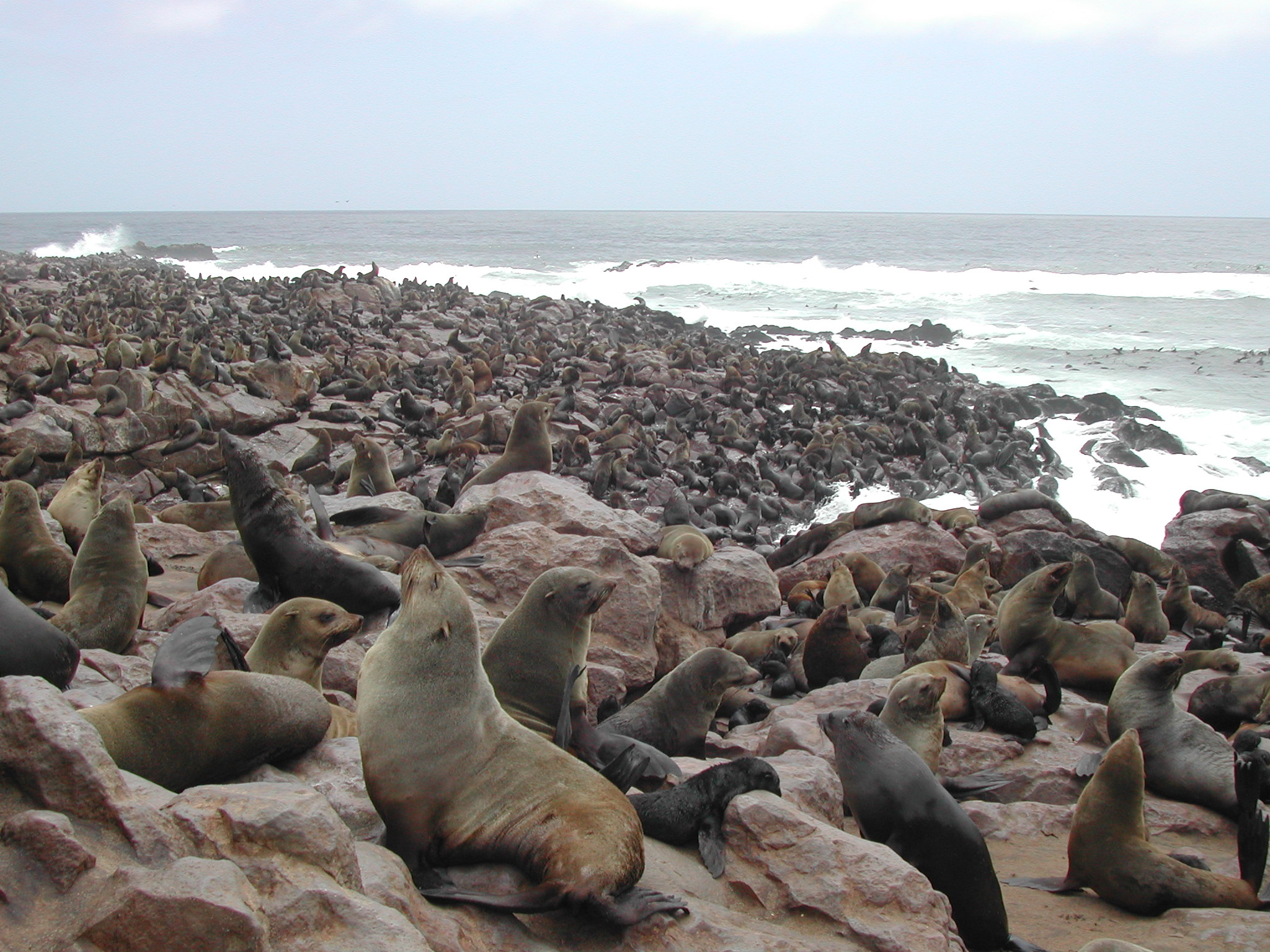
Phoques, Otaries
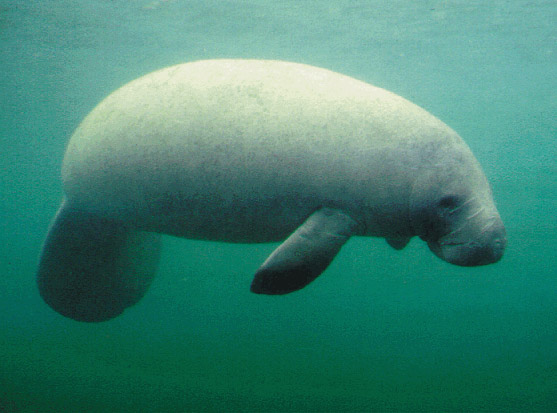
Lamantin, dugong

#### Quelques groupes de poissons osseux...

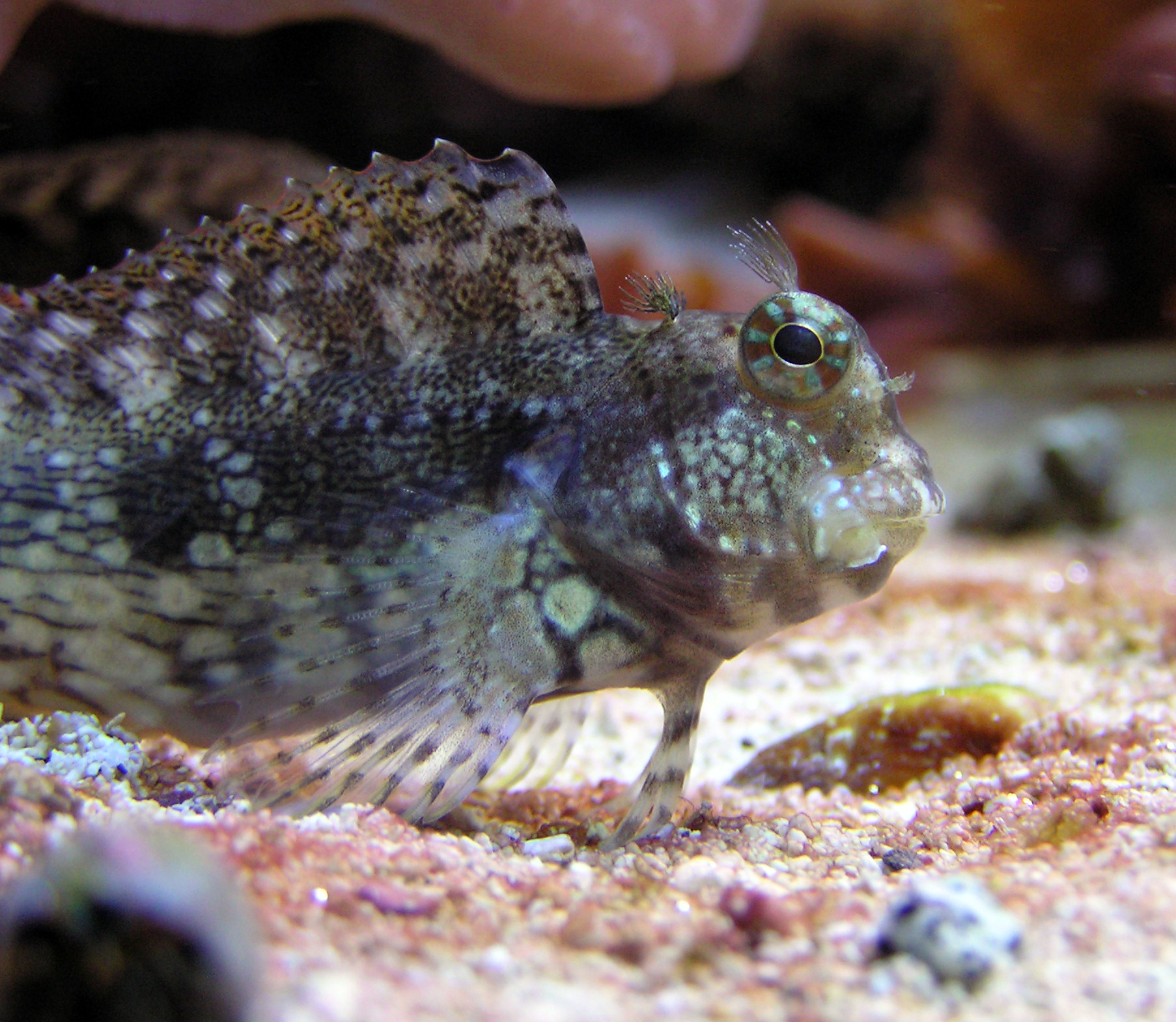
Blennies
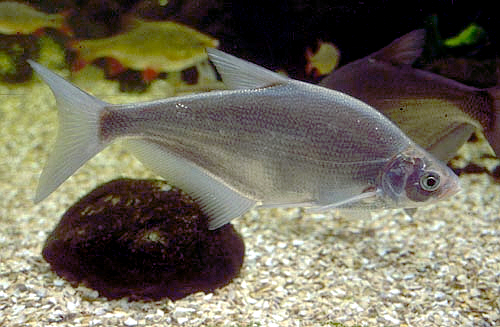
Carpes, barbeaux
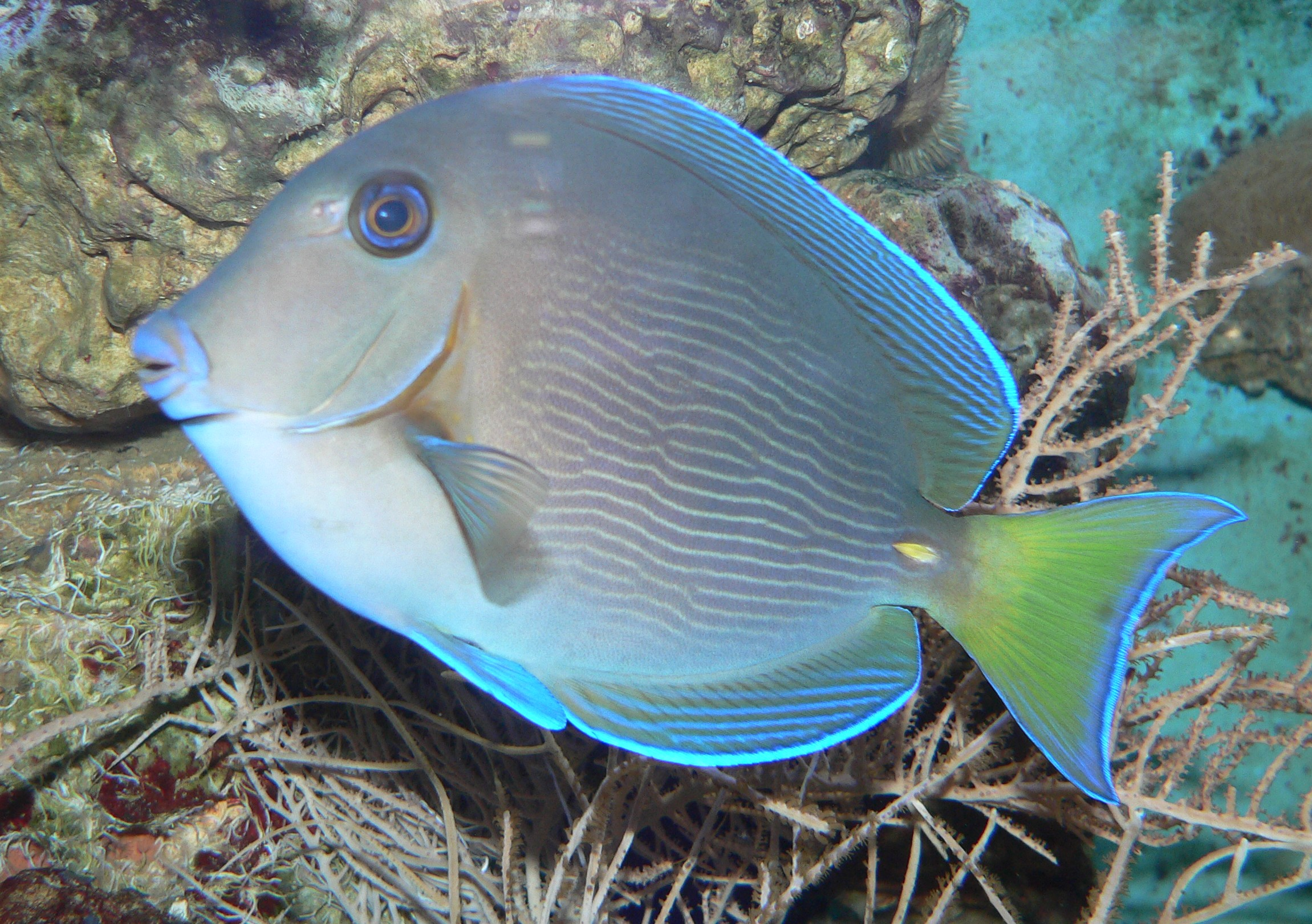
Chirurgiens
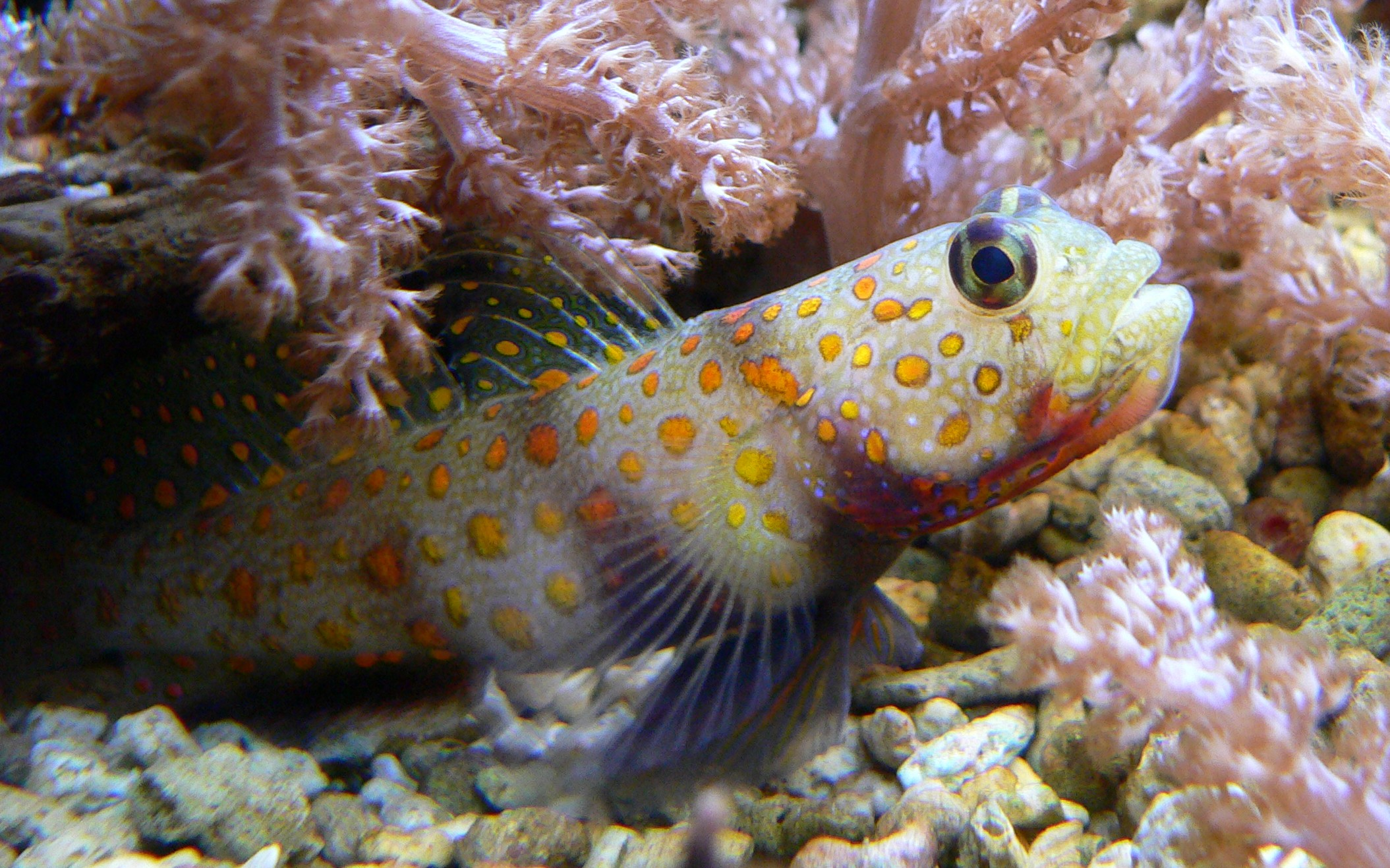
Gobies
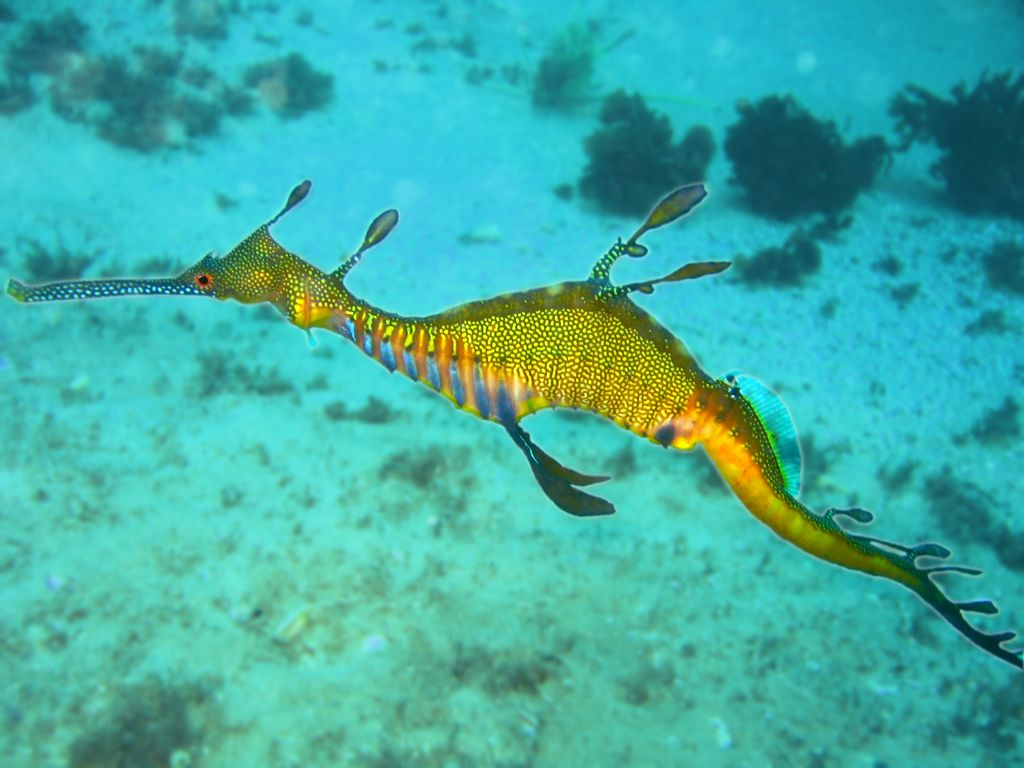
Hippocampes, poissons-flûtes
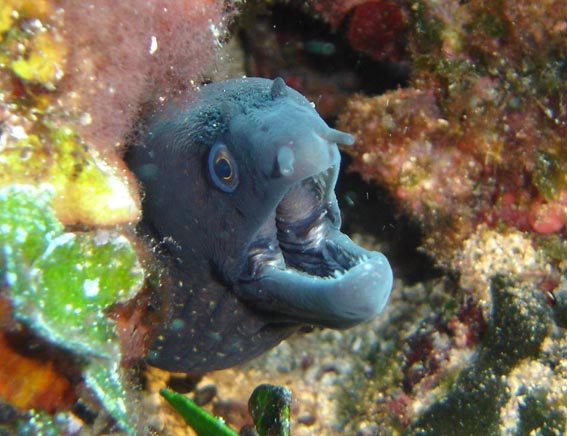
Murènes, congres, anguilles
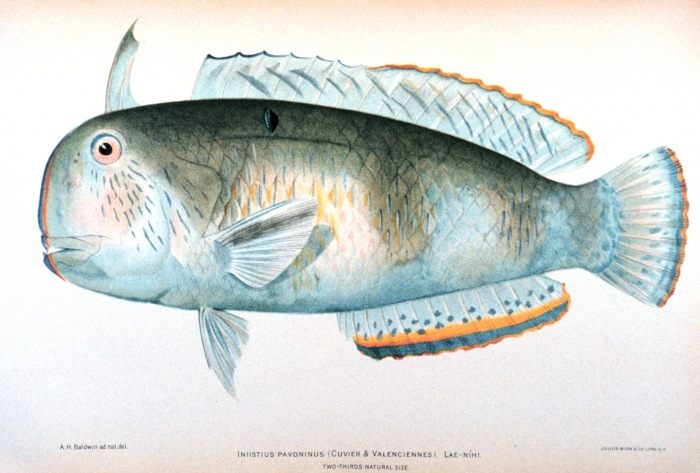
Napoléons, labres
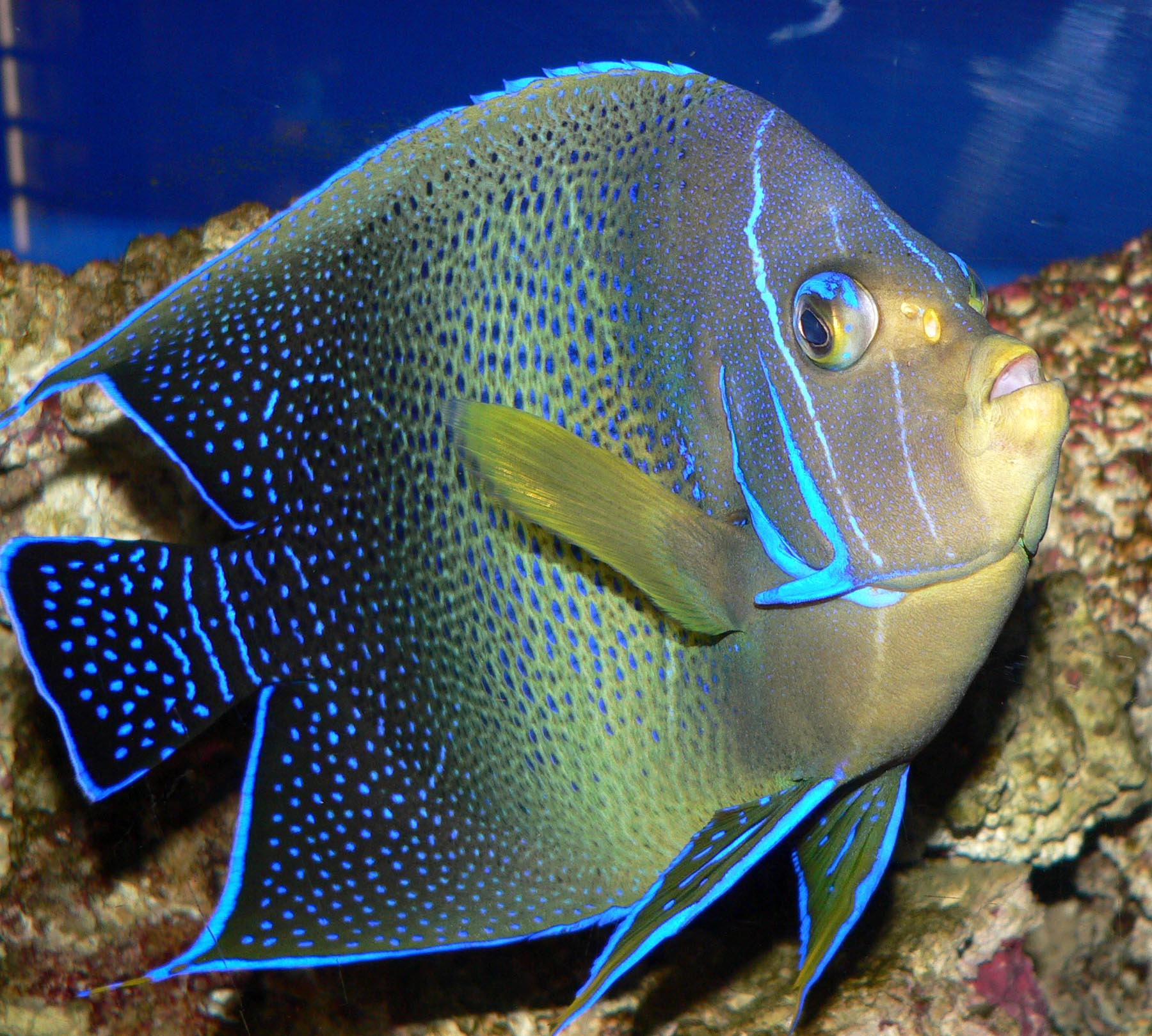
Poisson-anges, poisson-clowns
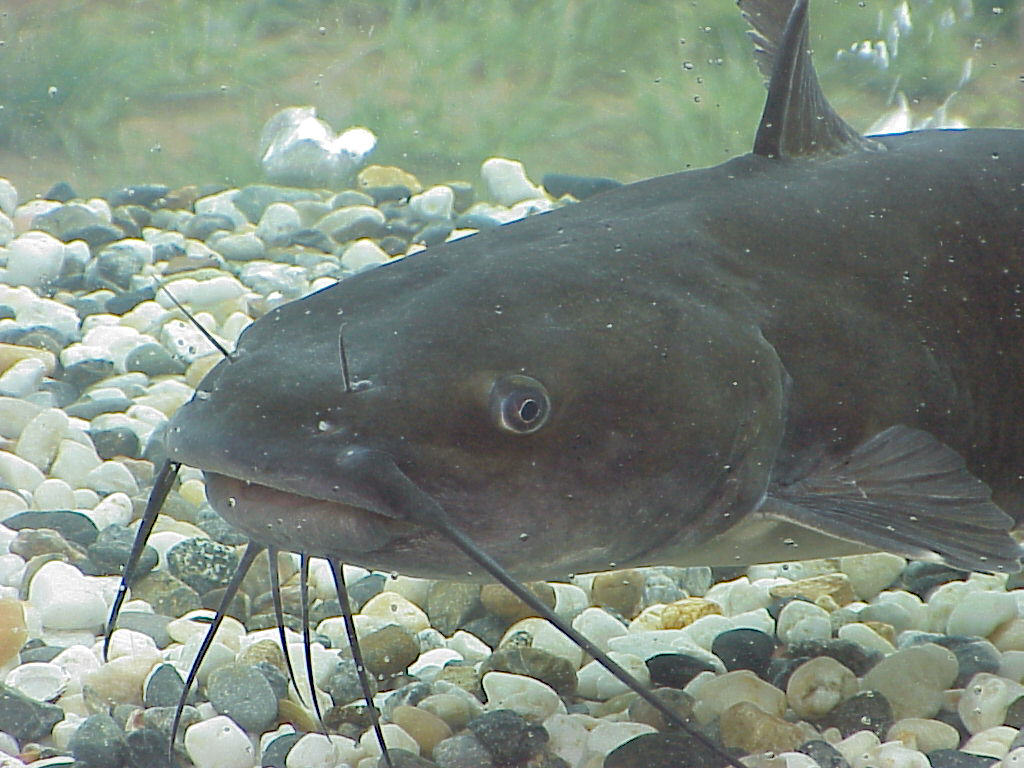
Poisson-chats
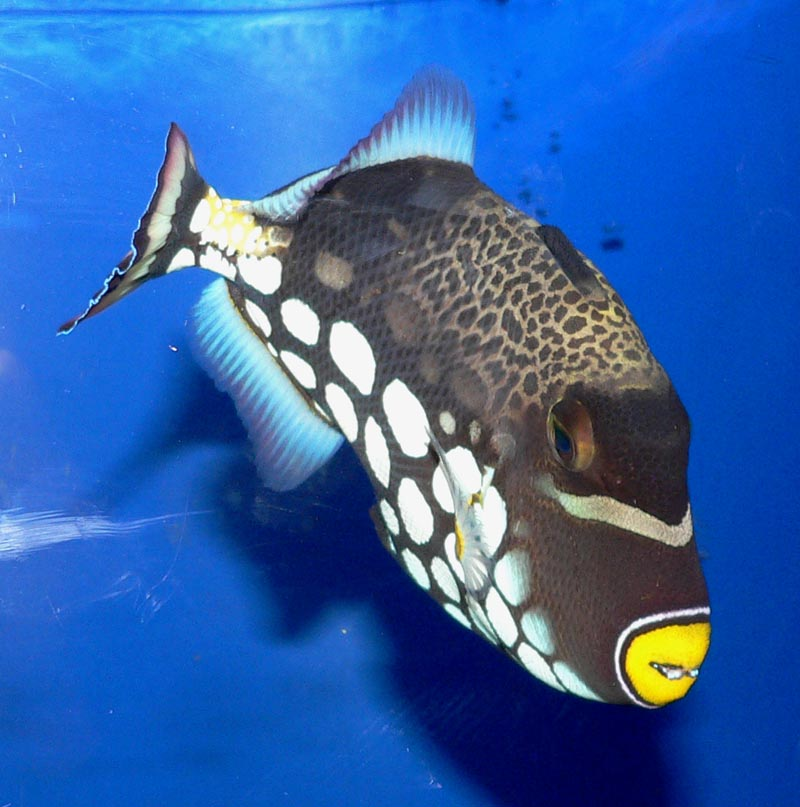
Poisson-coffres, balistes
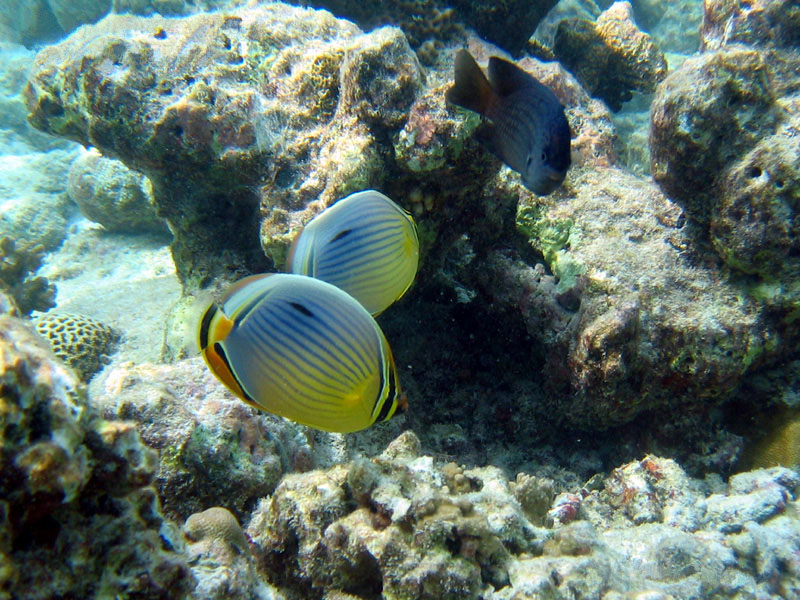
Poisson-papillons
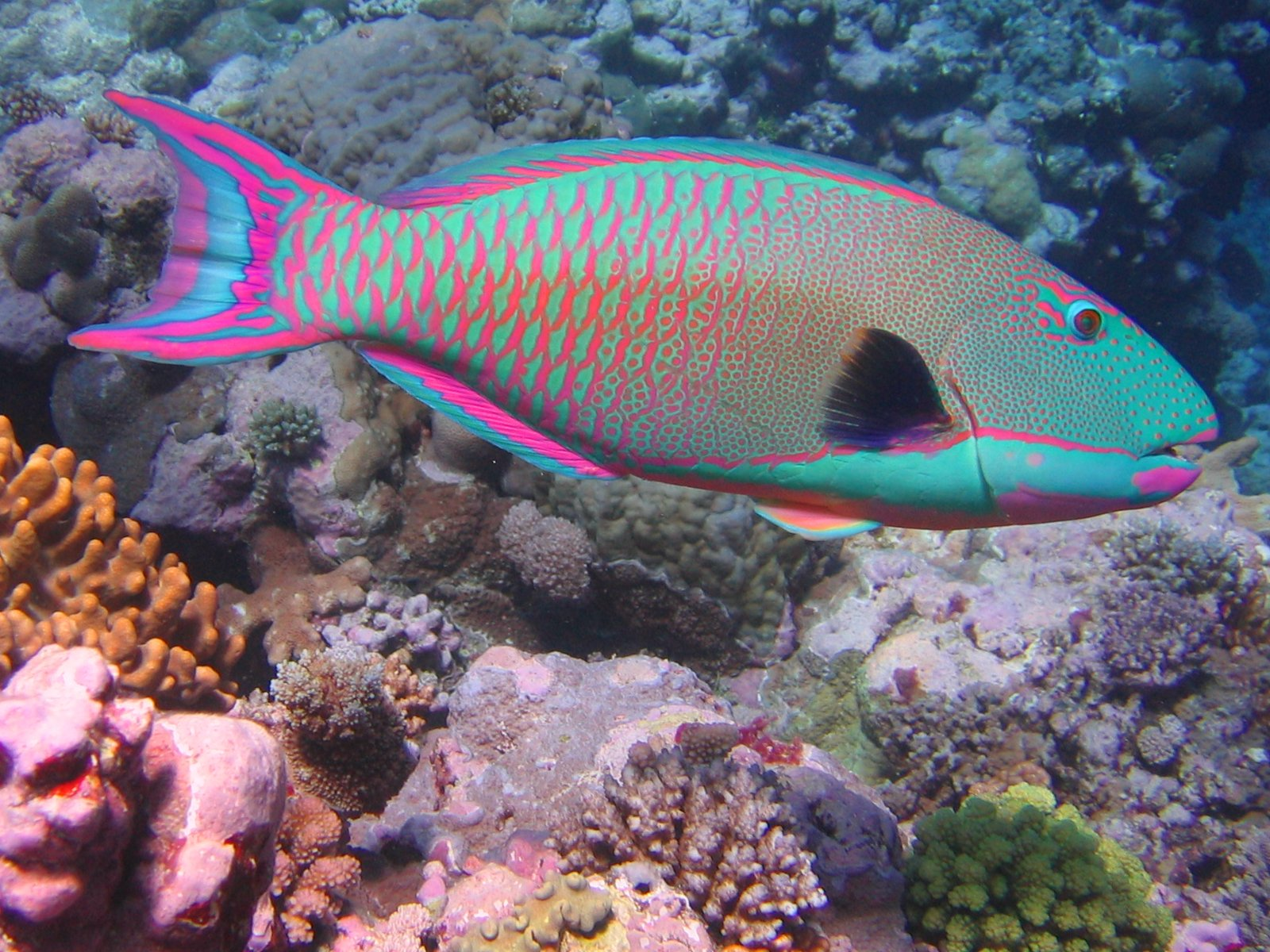
Poisson-perroquets
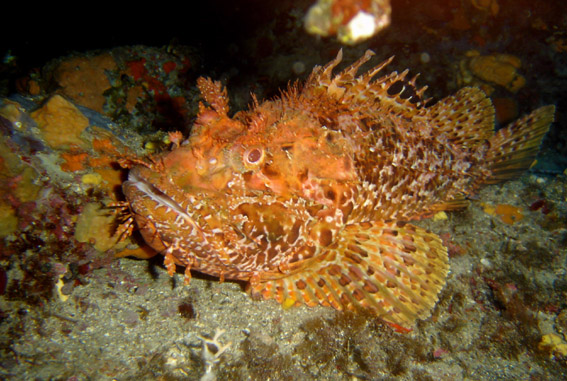
Rascasses
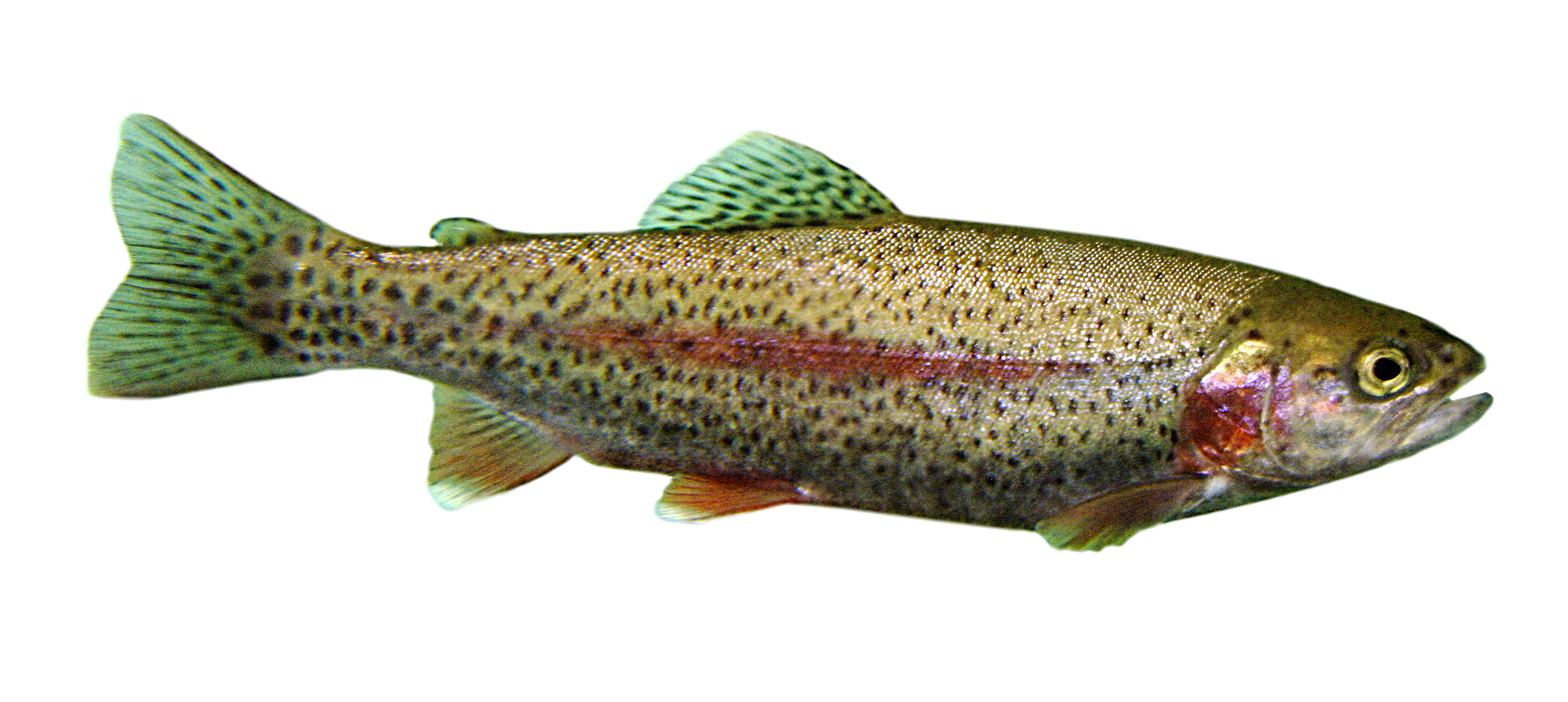
Saumons, truites

### Accès par l'arbre phylogénétique détaillé
Les liens de l'arbre phylogénétique (colonne de gauche) mènent aux articles correspondant de wikipédia. Ceux de la colonne de droite mènent aux pages Wikimedia Commons. Dans l'arbre phylogénétique, les groupes éteints n'ont pas été représentés. La classification phylogénétique étant en perpétuelle évolution, certains termes peuvent varier entre wikimedia commons et wikipédia. Une mise à jour permanente est nécessaire...
Le signe (+) renvoie à la classification phylogénétique du groupe considéré.
```
   └─o 
EUKARYOTA
 (
+
)
     │
     ├─o 
Bikonta

     │ │
     │ ├─o 
Chromista
 (
+
)....................................................................(
Algues brunes
)
     │ │
     │ └─o 
Archaeplastida
...................................................................(Plantes)
     │   └─o 
Metabionta

     │     │
     │     ├─o 
Rhodophyta
 (
+
)...............................................................(
Algues rouges
)
     │     │
     │     └─o 
PLANTAE
 ou 
Viridiplantae
 ou 
Chlorobionta
.....................................(Plantes vertes)
     │       │
     │       ├─o 
Chlorophyta
 (
+
)............................................................(
Algues vertes 1
 et 
2
)
     │       │
     │       └─o 
Angiospermata
 ou 
Magnoliophyta
 (
+
).........................................(
Plantes à fleurs
)
     │         └─o 
Alismatales
..............................................................(
Posidonie, zostère
)
     │
     └─o 
Opisthokonta

       │
       └─o 
Metazoa
 (
+
)......................................................................(Animaux multicellulaires)
         │
         ├─o 
DEMOSPONGIA
 (
+
).....................................................(
ÉPONGES
 siliceuses : spicules de 1 à 4 pointes)
         ├─o 
HEXACTINELLIDA
 (
+
)..................................................(
ÉPONGES
 siliceuses : spicules à 6 pointes)
         ├─o 
CALCAREA
 (
+
)...................................................................(
ÉPONGES
 calcaires)
         │
         └─o 
Eumetazoa

           │
           ├─o 
CNIDARIA
 (
+
).................................................................
(
CNIDAIRES
)

           │ ├─o 
Medusozoa
..................................................................(Méduses, siphonophores)
           │ │ ├─o
           │ │ │ ├─o 
Cubozoa
................................................................(
Cubozoaires
)
           │ │ │ ├─o 
Staurozoa

           │ │ │ └─o 
Scyphozoa
..............................................................(
Scyphozoaires
)
           │ │ └─o 
Hydrozoa
.................................................................(
Hydrozoaires
)
           │ │   ├─o 
Trachylinae

           │ │   ├─o 
Siphonophora
...........................................................(Siphonophores)
           │ │   ├─o 
Limnomedusae

           │ │   ├─o 
Leptothecatae

           │ │   └─o 
Anthoathecatae

           │ └─o 
Anthozoa
...................................................................(
Anémones de mer, coraux
)
           │   ├─o 
Alcyonaria
 ou 
Octocorallia
...............................................(Corail rouge, gorgones, alcyonaires)
           │   └─o 
Zoantharia
 ou 
Hexacorallia
...............................................(Anémones de mer, coraux)
           │
           ├─o 
Ctenophora
 (
+
)...............................................................(
Cténophores
)
           │
           └─o 
Bilateria

             ├─o 
Protostomia

             │ ├─o 
Lophotrochozoa

             │ │ ├─o
             │ │ │ ├─o 
ECTOPROCTA
 (
+
).......................................................(Bryozoaires)
             │ │ │ │ ├─o 
Phylactolaemata
 ou 
Plumatellida

             │ │ │ │ └─o
             │ │ │ │   ├─o 
Stenolaemata

             │ │ │ │   └─o 
Gymnolaemata

             │ │ │ │
             │ │ │ └─o 
Brachiopoda
 (
+
)......................................................(
Brachiopodes
)
             │ │ │
             │ │ └─o 
Eutrochozoa

             │ │   └─o 
Spiralia

             │ │     ├─o 
Parenchymia

             │ │     │ │
             │ │     │ ├─o 
PLATYHELMINTHES
 (
+
)..............................................
(
PLATYHELMINTHES
)

             │ │     │ │ └─o 
Turbellaria
....................................................(Planaires)
             │ │     │ │
             │ │     │ └─o 
Nemertea
 (
+
).....................................................(
Némertes
)
             │ │     │
             │ │     ├─o 
MOLLUSCA
 (
+
).......................................................
(
MOLLUSQUES
)

             │ │     │ ├─o 
Neomeniomorpha
...................................................(Solénogastres)
             │ │     │ └─o
             │ │     │   ├─o 
Polyplacophora
.................................................(
Polyplacophores
)
             │ │     │   └─o
             │ │     │     ├─o 
Tryblidiida

             │ │     │     └─o
             │ │     │       ├─o 
Bivalvia
 (
+
)...............................................(
Bivalves
)
             │ │     │       └─o
             │ │     │         ├─o 
Cephalopoda
 (
+
)..........................................(
Poulpes, calmars, seiches
)
             │ │     │         └─o 
Gastropoda
 (
+
)...........................................(
Escargots, limaces
)
             │ │     │           └─o 
Nudibranchia
...........................................(
Nudibranches ou limaces de mer
)
             │ │     │
             │ │     └─o 
ANNELIDA
 (
+
).......................................................
(
ANNÉLIDES
)

             │ │       └─o 
Polychaeta
.......................................................(
Vers marins, spirographes
)
             │ │  
             │ └─o 
Euarthropoda
.............................................................
(
ARTHROPODES
)

             │   │
             │   └─o 
PANCRUSTACEA
...........................................................
(
CRUSTACÉS
)

             │     ├─o 
Ostracoda
............................................................(Ostracodes)
             │     ├─o 
Cephalocarida
........................................................(Céphalocarides)
             │     ├─o 
Maxillopoda
..........................................................(
Crustacés maxillopodes
)
             │     │ ├─o 
Copepoda
...........................................................(Copépodes)
             │     │ └─o 
Thecostraca
........................................................(Bernacles)
             │     ├─o 
Branchiopoda

             │     └─o 
Malacostraca
.........................................................(
Crustacés malacostracés
)
             │       ├─o 
Decapoda
...........................................................(
Crabes, crevettes, homards
)
             │       │                                                                      (inclus les 
Brachyura Ocypodes
)
             │       └─o 
Amphipoda
..........................................................(
Amphipodes
)
             │
             └─o 
Deuterostomia

               │
               ├─o 
ECHINODERMATA
 (
+
)........................................................
(
ÉCHINODERMES
)

               │ ├─o 
Crinozoa

               │ │ └─o 
Crinoidea
............................................................(
Crinoïdes
)
               │ └─o 
Eleutherozoa

               │   ├─o 
Holothuroidea
........................................................(
Holothuries
)
               │   └─o
               │     ├─o  
Echinozoa

               │     │ └─o 
Echinoidea
.......................................................(
Oursins
)
               │     └─o 
Asterozoa

               │       ├─o 
Ophiuroidea
......................................................(
Ophiures
)
               │       └─o 
Asteroidea
.......................................................(
Étoiles de mer
)
               │
               └─o 
Pharyngotrema

                 └─o 
Chordata

                   │
                   ├─o 
UROCHORDATA
 ou 
Tunicata
 (
+
)..........................................(Urochordés ou tuniciers)
                   │ ├─o 
Appendicularia
.....................................................(Appendiculaires)
                   │ └─o
                   │   ├─o 
Thaliacea
........................................................(Thaliacés)
                   │   └─o 
Ascidiacea
.......................................................(
Ascidies
)
                   │
                   └─o 
Myomerozoa

                     └─o 
Craniata

                       ├─o 
Myxiniformes
.......................................................(
Myxines
)
                       └─o 
Vertebrata
.......................................................
(VERTÉBRÉS)

                         ├─o 
Petromyzontidae
................................................(Lamproies)
                         │
                         └─o 
Gnathostomata
 (
+
)
                           │
                           ├─o 
CHONDRICHTHYES
 (
+
)......................................(
POISSONS CARTILAGINEUX
 : requins & raies
)
                           │
                           └─o 
OSTEICHTHYES
.................................................
(
POISSONS OSSEUX
)

                             ├─o 
Actinopterygii
 (
+
).........................................(
Poissons osseux actinopterygiens
)
                             └─o 
Sarcopterygii
..............................................(
Poissons osseux sarcopterygiens
)
                               ├─o 
Actinistii
...............................................(Cœlacanthe)
                               └─o 
Rhipidistia

                                 ├─o 
Dipnoi
 (
+
).............................................(
Dipneustes
)
                                 │
                                 └─o 
Tetrapoda

                                   │
                                   ├─o 
AMPHIBIA
 (
+
).........................................
(
AMPHIBIENS
)

                                   │
                                   └─o 
Amniota
 (
+
)
                                     ├─o 
Sauropsida

                                     │ │
                                     │ ├─o 
CHELONIA
 (
+
).....................................(
Tortues
)
                                     │ │
                                     │ └─o 
Diapsidia

                                     │   │
                                     │   ├─o 
Serpentes
......................................(
Serpents marins
)
                                     │   └─o 
Crocodilia
.....................................(
Crocodiles
)
                                     │
                                     └─o 
MAMMALIA
 (
+
)
                                       ├─o 
Cetacea
..........................................(
Mammifères marsupiaux
)
                                       ├─o 
Phocidae
.........................................(
Phoques
)
                                       ├─o 
Otariidae
........................................(
Otaries
)
                                       └─o 
Sirenia
..........................................(
Lamantin, dugong
)
```

### Un groupe particulier: leplancton

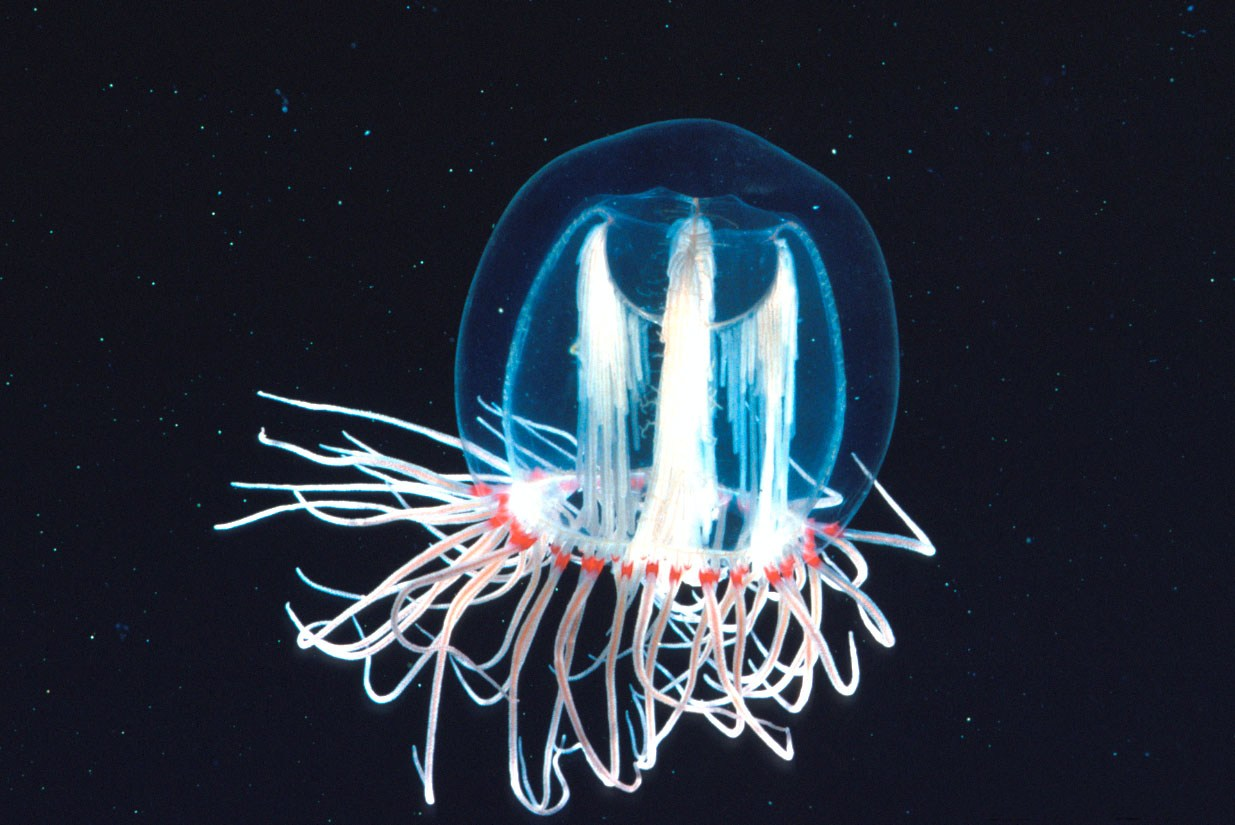
Plancton marin

Le plancton marin a ceci de particulier qu'il ne s'agit pas d'un groupe taxinomique ou phylogénétique, mais représente un regroupement d'organismes très disparates appartenant à de nombreux groupes (animaux, ou zooplancton, végétaux, ou phytoplancton, bactéries, ...) seulement définis par leur vie en milieu aquatique, leur incapacité à nager horizontalement contre les courants (ils se laissent ballotter au gré de ceux-ci mais peuvent effectuer des déplacements verticaux) et leur position à la base de chaînes alimentaires. Le plancton est à opposer au necton et au pleiston.

#### Sites d'images libres de droit
- Animalia sur Wikimedia Commons
- Plantae sur Wikimedia Commons
- Les plus belles photos animalières de Wiki Commons
- US National Oceanic & Atmospheric Administration - Ocean Explorer
- U.S. Fish and Wildlife Service